# M/S Vintergatan
M/S Vintergatan är en svävare som tillhör Trafikverket Färjerederiet. Svävaren hette tidigare Pluto 11.

### Webbkällor
- ”Svävaren Vintergatan”. Arkiverad från originalet den 26 oktober 2021. https://web.archive.org/web/20211026183414/https://www.trafikverket.se/farjerederiet/om-farjerederiet/vara-farjor/Vara-farjor/Pluto11/. Läst 3 augusti 2024.